# الكلوزي
أبو نصر محمد بن عبد لله البغدادي كان عالمًا بالحساب والهندسة والهيئة أدرك ولاية عضد الدولة بالعراق، وعاش بعد ذلك. ومن تصنيفه كتاب التخت والحساب ذكره القفطي.